# Concept Vague
Concept Vague — микстейп рэпера Night Lovell, вышедший 21 декабря 2014 года. После его выхода популярность исполнителя начала стремительно расти. Треки «Dark Light» и «Trees of the Valley» набрали более десяти миллионов просмотров на YouTube.

## Список композиций
В микстейп вошло пятнадцать композиций. Автором всех текстов является Шермар Пол. 
| №                   | Название                                   | Музыка              | Длительность |
| ------------------- | ------------------------------------------ | ------------------- | ------------ |
| 1.                  | «Concept Nothing»                          | Kid Indigo          | 4:08         |
| 2.                  | «Live Television»                          | Night Lovell        | 2:43         |
| 3.                  | «Beneath»                                  | Bine                | 4:07         |
| 4.                  | «Sometimes Not Serious»                    | Night Lovell        | 2:10         |
| 5.                  | «The Renegade Never Dies»                  | Bine                | 2:38         |
| 6.                  | «Off Air»                                  | Night Lovell        | 3:26         |
| 7.                  | «Forget About Me»                          | Oshi                | 2:50         |
| 8.                  | «Dead Lovell» (при участии Fifty Grand)    | Fifty Grand         | 3:12         |
| 9.                  | «James Cameron Took My Bitch» (Интерлюдия) | —                   | 1:17         |
| 10.                 | «Light from the Car»                       | Bine                | 3:02         |
| 11.                 | «Material Female»                          | Falco               | 2:45         |
| 12.                 | «Trees of the Valley»                      | Night Lovell        | 3:08         |
| 13.                 | «Questioning Your Theory»                  | Bine                | 2:43         |
| 14.                 | «Deira City Centre»                        | Kid Indigo          | 3:16         |
| 15.                 | «Dark Light»                               | Night Lovell        | 3:26         |
| Общая длительность: | Общая длительность:                        | Общая длительность: | 44:51        |